# Bolsa de Valencia
La Bolsa de Valencia (España) es una bolsa de valores definida como mercado secundario oficial, destinado a la negociación en exclusiva de las acciones y valores convertibles o que otorguen derecho de adquisición o suscripción. Actualmente, la Bolsa de Valencia es una sociedad filial de Bolsas y Mercados Españoles.
Según la Ley del Mercado de Valores (LMV), "Son mercados secundarios oficiales de valores aquellos que funcionen regularmente, conforme a lo prevenido en esta Ley y en sus normas de desarrollo, y, en especial, en lo referente a las condiciones de acceso, admisión a negociación, procedimientos operativos, información y publicidad."
En la práctica, los emisores de renta variable acuden a la Bolsa también como mercado primario donde formalizar sus ofertas de venta de acciones o ampliaciones de capital. Asimismo, también se contrata en Bolsa la renta fija, tanto deuda pública como privada.
La Bolsa de Valencia comenzó su andadura en 1980, cuando el antiguo Bolsín de Comercio se transformó en Bolsa. Su primera sede estaba ubicada en la calle Pascual y Genís número 19, pasando posteriormente a ocupar el rehabilitado palacio de los Boil de Arenós. 
En el año 2021 la sede de la Bolsa de Valencia se ubica en la calle Pintor Sorolla número 23, en el área financiera de Ciutat Vella. En septiembre de 2024 su sede se traslada a la calle Isabel la Católica número 8, en el edificio Condes de Buñol, en el distrito del Eixample.